# Göteborgs Judoklubb
Göteborgs Judoklubb (GJK) är en judoklubb i Göteborg, bildad 1961. Klubbfärger är gult, grönt och vitt. Klubben är ansluten till Riksidrottsförbundet och Svenska judoförbundet.

## Historia
Göteborgs Judoklubb bildades som Göteborgs Judo och Jiu-Jitsuklubb den 17 maj 1961 i Göteborg på initiativ av Kurt Durewall, som blev klubbens förste ordförande, och fyra andra medlemmar på Redbergsgården i Göteborg. Det finns en klassisk bild när den första styrelsen, Hans Ekdahl, Carl Hansson, Gunilla Persson, Knut Svensson och Kurt Durewall sitter i lokalen runt en gymnastikbänk som mötesbord. Lokalen på Redbergsgården var ungefär 100 kvadratmeter stor och antalet medlemmar vid klubbens bildande uppgick till 13 st. Vid det första verksamhetsårets slut fanns det 28 medlemmar i klubben. 23 var män och fem var kvinnor. GJK:s första officiella framträdande ägde rum den 10 juni 1961 med en uppvisning vid invigningen av Vargöns idrottsplats. Klubbens omsättning det första året uppgick till 2 101 kr.
Den 19 september 1962 ändrades klubbnamnet till Göteborgs Judoklubb (GJK) och samtidigt fastställdes GJK:s klubbmärke, som gäller än i dag. Den 18 november samma år beviljades klubben medlemskap i Svenska judoförbundet och i Riksidrottsförbundet. Antalet medlemmar uppgick till 40 st, varav åtta var kvinnor.

## Första brunbältet till GJK
Redan under andra verksamhetsåret, 1962/1963, blev Kurt Durewall graderad till 1 kyu (brunt bälte) av Karl Wöst, 2 Dan, som var Svenska judoförbundets förste ordförande.